# Agałatowo
Agałatowo (ros. Агалатово) – wieś (dieriewnia) w Rosji, w obwodzie leningradzkim, w rejonie wsiewołożskim. W 2010 liczyła 5261 mieszkańców.